# Salix barclayi
Salix barclayi — вид квіткових рослин із родини вербових (Salicaceae).

## Морфологічна характеристика

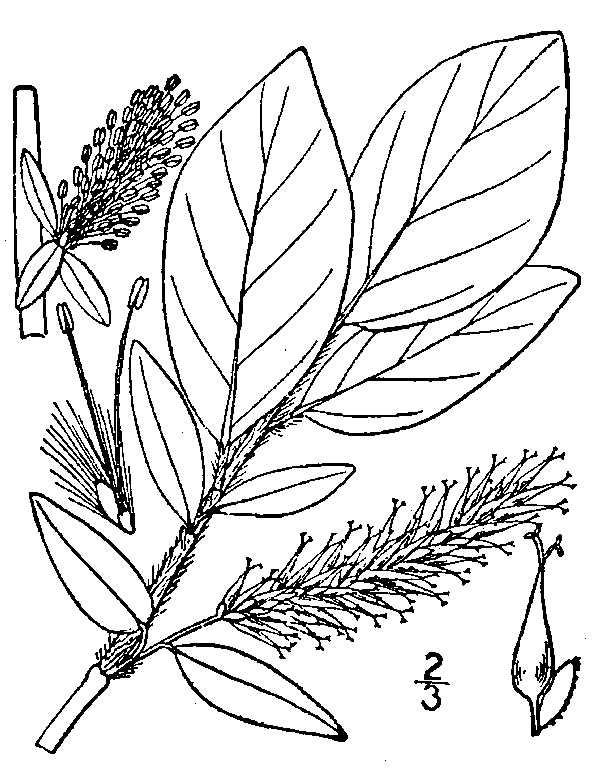
ілюстрація

Рослина (3)10–30(50) дм заввишки. Гілки зазвичай червоно-коричневі, іноді жовто-коричневі, не сильно сизуваті, голі чи ворсинчасті; гілочки жовто-зелені, жовто-коричневі або червоно-коричневі, густо ворсинчасті до дещо запушених. Листки ніжки 3–14(20) мм; найбільша листкова пластина довгаста, вузько-еліптична, еліптична, зворотно-ланцетна чи зворотно-яйцювата, 33–70(100) × 12–35(48) мм; краї злегка вигнуті чи плоскі, зубчасті; верхівка гостра, загострена або опукла; абаксіальна поверхня (низ) сірувато-зелена, гола чи майже так, адаксіальна — злегка блискуча чи тьмяна, гола чи ворсиста, середня жилка ворсиста; молода пластинка іноді червонувата, щільно ворсинчаста чи гола абаксіально, волоски білі. Сережки квітнуть, коли з'являється листя; тичинкова товста, 13–60 × 10–25 мм; маточкова товста чи тонка, 26–80 × 9–18 мм. Коробочка 3–8 мм. 2n = 76.

## Середовище проживання
Канада (Юкон, Північно-Західні території, Британська Колумбія, Альберта); США (Вайомінг, Вашингтон, Орегон, Монтана, Айдахо, Аляска). Населяє береги озер і струмків, болота, вологі до мезичних лісів, субальпійські та альпійські схили, льодовикові морени; 0–2800 метрів.